# Народний фронт Молдови
Народний фронт Молдови (рум. Frontul Popular din Moldova) — політичний рух в Молдавській Радянській Соціалістичній Республіці та Республіці Молдова. Формально Народний фронт Молдови існував між 1989 і 1992 роками. Попередником Народного фронту Молдови був Демократичний рух Молдови (1988–1989). Його наступником став Християнсько-демократичний народний фронт (1992–1999), з якого в 1999 році була сформована Християнсько-демократична народна партія.
Народний фронт був добре організований на національному рівні, з більш сильною підтримкою в столиці і районах, населених етнічними румунами. Хоча організація прийшла до влади, внутрішні суперечки призвели до різкого падіння народної підтримки, і Народний фронт Молдови розпався на кілька конкуруючих фракцій на початку 1993 року.